# Institution de prévoyance des entreprises de construction aéronautique
L'IPECA ou Institution de prévoyance des entreprises de construction aéronautique est une institution de prévoyance française dont le siège se situe à Paris 15e. En tant qu’institution de prévoyance, l'IPECA est un organisme paritaire où siègent des représentants des entreprises adhérentes et de leurs salariés.

## Historique
L'IPECA a été créée en 1947 pour répondre aux besoins des entreprises aéronautiques en matière de retraite des cadres et de prévoyance des salariés.
En 1991, sous le nom d’IPECA prévoyance, l’institution s'est focalisée sur l’assurance de personnes.
Aujourd’hui, l’institution est présente dans l’ensemble des secteurs professionnels mais le secteur aéronautique représente 75 % de son activité.